# Brian Hodgson (cầu thủ bóng đá)
Brian George Hodgson (29 tháng 1 năm 1936 – 14 tháng 2 năm 2018) là một cầu thủ bóng đá người Anh từng thi đấu ở vị trí tiền đạo.